# Peter Wölpl

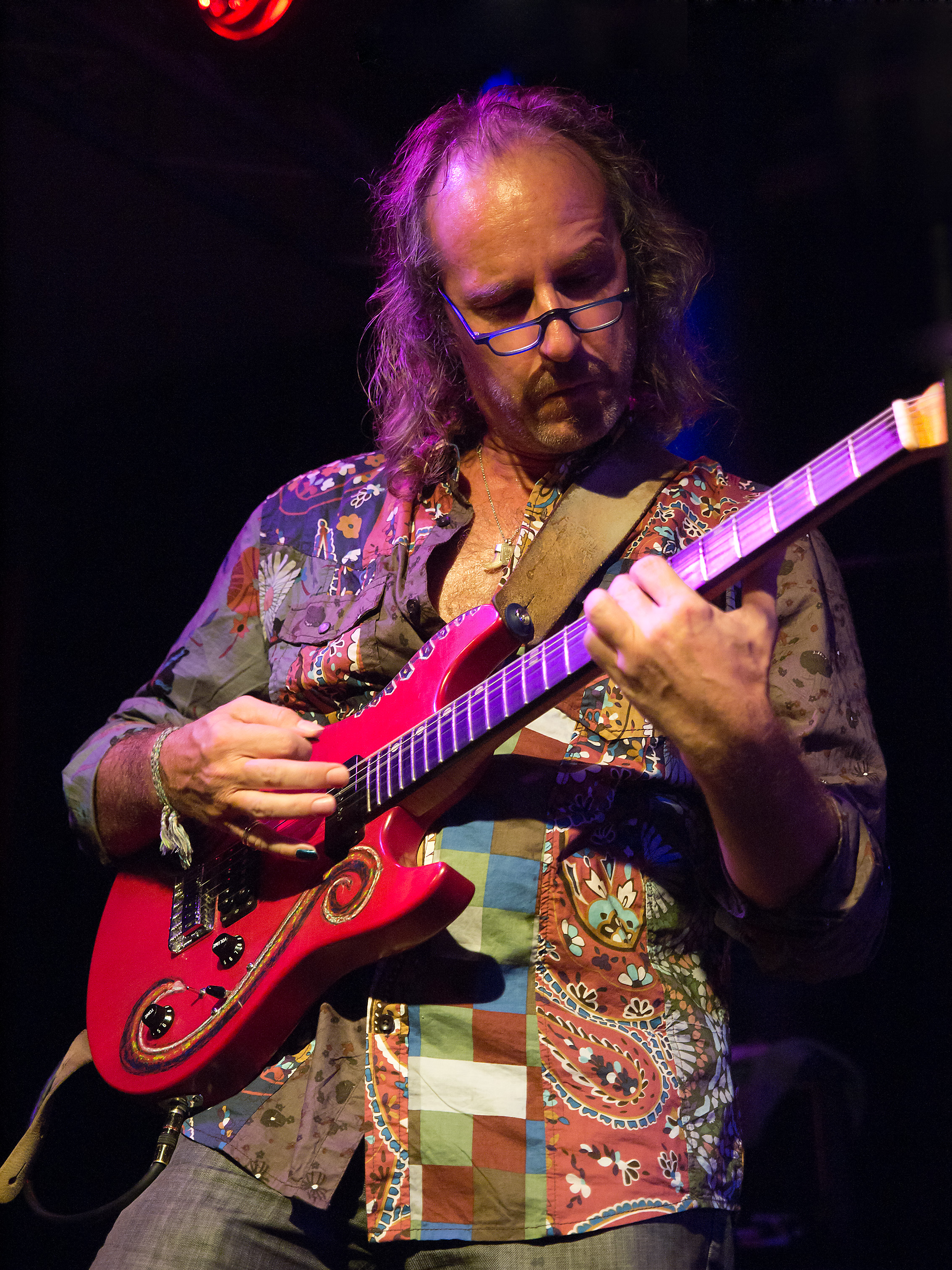
Peter Wölpl im Jazzclub Unterfahrt (München 2011)

Peter Wölpl (* 21. Januar 1962 in München) ist ein deutscher Gitarrist des Fusion Jazz.
Peter Wölpl hatte ab dem achten Lebensjahr Unterricht auf der klassischen Gitarre. Später besuchte er Jazzkurse. Nach dem Abitur wurde er direkt Profimusiker. Er spielte seit 1983 in Formationen um Wolfgang Schmid und von 1989 bis 2013 auch bei Billy Cobham. 1987 arbeitete er im Fernseh-Projekt „Super Drumming“ mit. Er gehörte unterschiedlichen Studioformationen an und spielte seit 1990 mit Klaus Lage, ab 1993 mit Christoph Spendel und Michael Sagmeister bei Die Dozenten und ab 1997 bei Carola Grey. Weiterhin wirkte er an Einspielungen von Harald Rüschenbaum, Barbara Dennerlein, Thad Jones, Joy Fleming, Jörg Widmoser, Vladislav Sendecki und Benny Greb mit, aber arbeitete auch als Studiomusiker mit Falco, Pe Werner, Caterina Valente, Stephan Sulke und David Hasselhoff.
Peter Wölpl arbeitet auch als Produzent  (z. B. Bruno Jonas/Klaus Lage), komponiert für Film und Fernsehen und ist zudem als Dozent für die Akademie Remscheid, die Popakademie Mannheim, die Berufsfachschule für Musik des Bezirks Mittelfranken in Dinkelsbühl oder die Schorndorfer Gitarrentage tätig.

## Diskographische Hinweise
- Mr. Fudge Speaks (1989, MGI/Intercord)
- Mr. Wölpl und Dr. Fudge (1991, Blue Flame Records)
- 3erGezimmeR mit Benny Greb und Frank Itt (C.A.R.E. Records 2009)
- (W) elktrfzrt mit Oli Rubow (PeWoE Records 2014)
- Luminos W „Punkt“ mit Oli Rubow (PeWoE Records 2017)

## Lexigraphische Einträge
- Martin Kunzler: Jazz-Lexikon. Band 2: M–Z (= rororo-Sachbuch. Bd. 16513). 2. Auflage. Rowohlt, Reinbek bei Hamburg 2004, ISBN 3-499-16513-9.